# لیوکی وووشچیانگسکیه
لیوکی وووشچیانگسکیه (به لاتین: Liwki Włościańskie) یک روستا در لهستان است که در گمینا خوشلو واقع شده‌است.